# Tamarix indica
Tamarix indica är en tamariskväxtart som beskrevs av Carl Ludwig von Willdenow. Tamarix indica ingår i släktet tamarisker, och familjen tamariskväxter. Inga underarter finns listade.